# Счастливое (Изюмский район)
Счастли́вое (укр. Щасливе; до 2016 г. — Красный Донец либо Черво́ный Доне́ц, до 1919 г. Богусла́вское) — село, Иванчуковский сельский совет, Изюмский район, Харьковская область, Украина.
Код КОАТУУ — 6322883504. Население по переписи 2001 года составляет 125 (56/69 м/ж) человек.

## Географическое положение
Село Счастливое находится на левом берегу реки Северский Донец, выше по течению примыкает село Лысогорка, ниже по течению примыкает село Левковка. На расстоянии в 3,5 км проходят автомобильная дорога E 40 (М-03) и железная дорога, станция Диброво.

## История
- 1731 — основано как село Богуславское[1].
- 1919 — переименовано в село Красный Донец.[2][3]
- 17 марта 2016 — село «декоммунизировано» и было переименовано в Счастливое.

## Достопримечательности
- Братская могила советских воинов. Похоронено 35 воинов.
- В центре села — братская могила советских воинов и могила гвардии генерал-майора Онуфриева А. А., первого командира 38-й гвардейской стрелковой дивизии. Похоронено 823 воина, известны имена 798 воинов.